# Радужный Дворец культуры
Радужный Дворец культуры — каменное здание, расположенное в городе Капошвар в Венгрии, построенное в стиле арт-деко и модерна между 1927 и 1928 годами. Здание построено для проведения значимых культурных мероприятий города. Здание является объектом культурного наследия и находится под защитой государства.

## История
Дворец культуры был построен между 1927 и 1928 годами по проекту архитектора Йожефа Лампинга из Капошвара в стилях модерн и арт-деко. Первоначально зрительный зал был рассчитан на 821 место. В его декоративных элементах сочетаются венгерские и иностранные мотивы, в основном элементы египетского искусства, например, египетские крылатые солнечные часы расположены на внутреннем потолке, головки колонн на внешнем фасаде также напоминают египетский стиль.
Изогнутый навес над входом из-за его формы часто называют «шляпой Наполеона». Интересно, что ещё одна постройка в городе — дом-трансформер на улице Зрини — имеет такую же форму и убранство.
После окончания строительства и на протяжении многих десятилетий в этом строение размещался кинотеатр. Сначала он носил название City Cinema, после войны стал называться Red Star, а с 1991 года — Rainbow Cinema. В 2003 году на стене здания была открыта мемориальная доска архитектору Йожефу Лампингу. В 2009 году кинотеатр был объявлен памятником государственного значения. Именно в этот период началась его полная реконструкция, которая была завершена осенью 2010 года. К этому времени был изготовлен и установлен бронзовый макет перед зданием, который отображает состояние дворца до реконструкции в масштабе 1:50.
В этом дворце впервые в Капошваре можно было посмотреть цветной фильм. А с 1931 года здесь стали демонстрировать звуковые фильмы, поэтому пришлось немного переработать интерьер, чтобы сделать акустику более подходящей. Однако показ фильмов был не единственным культурным мероприятием проходящим в этом здании. Здесь выступали авторы песен и оперные певцы и даже проводили политические мероприятия. С 1948 года здесь проводились Дни советского кино. В 1955 году во время политического собрания на уровне округа сам Матьяш Ракоши также выступал в этом здании.
В 1990-е годы кинотеатр был отремонтирован и перестроен, но в 2001 году перестал действовать, а здание передано деятелям другого классического искусства.
После ремонта в 2010 году здесь стали проводиться различные музыкальные и другие сценические представления и конференции. Работает киноклуб «Радуга». Каждый год в августе здесь проходит большинство мероприятий Международного фестиваля камерной музыки в Капошваре.

## Особенности здания
Главный зал дворца имеет проекцию и экран HD-качества (9 м × 6 м), подключение к всемирной сети и полную звуковую систему, комплект осветительного оборудования состоит из 96 регулируемых и 24 прямых прожекторов. В комнате синхронного переводчика на 4 языка установлено оборудование, которое помогает проводить международные мероприятия.
Сцена размерами 12 метров на 8 метров, покрыта паркетом или балетным ковром, с полезной высотой 8 метров. В зрительном зале 347 мест, из которых 207 на первом этаже, 51 на цокольном и 89 на втором этаже, но при необходимости можно разместить до 50 дополнительных стульев.
Здание доступно для людей с ограниченными возможностями, везде есть доступ для инвалидных колясок, оборудована специальная туалетная комната.